# Юго-Западная равнина
Юго-Западная равнина — равнина в Крыму, расположенная на юго-западе Керченского полуострова и юге Ак-Монайского перешейка. Ограничена на севере полудугой невысокого Парпачского гребня, на юге выходит к побережью Феодосийского залива Чёрного моря.

## География
Представляет собой малозаселённую холмистую степь, малопригодную для растениеводства. Восточную часть равнины занимает морской полигон Воздушно-космических сил России «Чауда». По равнине пролегает несколько маловодных речек (Песчаная, Кривая, Найманская, Баш-Киргиз) и множество неглубоких балок.

## Геология
Юго-Западная равнина — наиболее древняя часть Керченского полуострова, образована легко размываемыми майкопскими глинами, которые образуют несколько крупных складок, размытыми за длительное время и поверхность района приобрела вид слегка наклонённой к морю всхолмленной равнины. Является прямым продолжением и погружением ядра Крымского мегантиклинория представляет собой широкую синклиналь, которая разделяет лежащую к востоку Вулкановскую антиклиналь от лежащей западнее Владиславовской. В основании равнина сложена палеогеновыми отложениями, имеющими мощность около 3000 м, покрыта у поверхности третичными породами, которые связаны с полосой третичных пород северных предгорий Горного Крыма. Распространены тёмно-каштановые солонцеватые почвы и их сочетание с лугово-степными солонцами, а также чернозёмы, лежащие на тяжёлых глинах, с содержанием гумуса 3,4—3,9 %.